# Алексанор
Алексанор (грч. Ἀλεξάνωρ) је у грчкој митологији био Махаонов син, Асклепијев унук.

## Митологија
Био је син Махаона и Антиклеје, мада је поменут и као син Асклепија и Епионе.

## Култ
Према неким изворима он је својим прецима подигао храм у Титани у Сикиону. Према Паусанији и сам је био обожаван тамо и приношене су му жртве, али само након заласка сунца. Заправо, Паусанија је то објаснио тиме што су неки заборавили кога представљају поједини кипови од дрвета и метала, чији лик није сасвим јасан, али су знали ко је те кипове поставио. На тај начин, они су постали атрибути самог Алексанора. Међутим, Паусанија наводи да су постојали такође и прикази Алексанора као хероја.